# Soho Mint

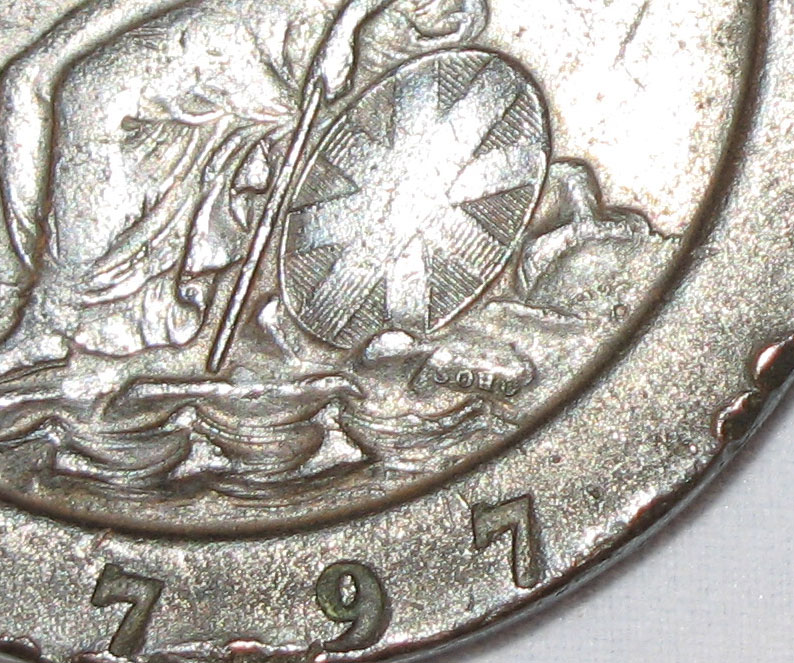
Detail des Cartwheel Penny mit Münzzeichen (sehr klein „SOHO“) der Soho Mint

Die Soho Mint (von englisch mint) war eine in der Nähe von Birmingham gelegene, private Münzstätte. Die Soho Mint gehörte Matthew Boulton, der dort zusammen mit James Watt 1786 die ersten dampfgetriebenen Prägemaschinen weltweit installierte. Eine weitere Innovation war mit dem Engagement von Jean-Pierre Droz verbunden, dem Erfinder der Ringprägung.
In der Soho Mint wurden Münzen für die East India Company, die Sierra Leone Company sowie englisches Kolonialgeld für Gebiete wie Ceylon, Barbados oder die Bahamas hergestellt. Für die englische Regierung wurden die Cartwheel Pennies geprägt. Prägetechnik nach dem Muster der Soho Mint wurde nach Russland, Spanien und Dänemark exportiert.